# Момчило Вукотић
Момчило Вукотић (Београд, 2. јун 1950 — Београд, 3. децембар 2021) био је југословенски и српски фудбалер и фудбалски тренер. Уз Стјепана Бобека, сматра се једним од најбољих фудбалера у историји ФК Партизан, за који је одиграо приближно 800 утакмица (рекорд који је био на снази 34 године док га није оборио Саша Илић).

## Каријера
Момчило Моца Вукотић рођен је у Београду од оца Александра (1923–1987) и мајке Бисерке (1927–2008), 2. јуна 1950. године. У Партизан је дошао са дванаест година. Прошавши све селекције „црно-белих”, 1968. је постао првотимац, играјући у навалном трију као један од најистакнутијих фудбалера и најзаслужнијих чланова екипе. У дресу „црно-белих” три пута је освајао првенство Југославије: 1976, 1978. и 1983.
Од јула 1978. до јула 1979. играо је за француску прволигашку екипу Бордо. Каријеру је завршио у сезони 1983/84. и 1. јуна 1984. постављен за техничког руководиоца ФК Партизан.
Вукотић је дуго био рекордер по броју одиграних утакмица у „црно-белом” дресу, са укупно 791 одиграних утакмица и 339 голова за Партизан, али га је престигао Саша Илић 2018. године.

## Репрезентација
Уз 11 утакмица (и четири гола) за омладинску (1967—1968) и 12 сусрета (и три гола) за младу репрезентацију (1969—1974), одиграо је и 14 утакмица и постигао четири гола за сениорску репрезентацију Југославије. Дебитовао је 20. септембра 1972. против Италије (1 : 3) у Торину постигавши једини гол за Југославију, а од дреса с државним грбом опростио се 4. октобра 1978. на утакмици против Шпаније (1 : 2) у Загребу.

## Тренерска каријера
Спада у ред најбољих и најзаслужнијих фудбалера који су носили дрес Партизана, па је тако добио прилику да буде први стручњак „црно-белих” у сезони 1988-89. Након тога три сезоне, као стручњак предводио је грчки Панионис, да би се 1992. отиснуо на Кипар и водио Аполон, Саламину и Етникос, а затим и национални тим Кипра. У јануару 2006. преузео је румунски Фарул, али је након лоших резултата на почетку сезоне 2006/07. добио отказ, да би од октобра 2006. до јануара 2007. био тренер солунског ПАОК-а. Од 2008. до 2009. је водио грчки Левадијакос.

## Смрт
Преминуо је 3. децембра 2021. године у Београду, након кратке и тешке болести. Сахрањен је 7. децембра на Топчидерском гробљу.

## Трофеји

### Партизан (као играч)
- Првенство Југославије (3) : 1975/76, 1977/78, 1982/83.

### Партизан (као тренер)
- Куп Југославије (1) : 1988/89.
- Суперкуп Југославије (1) : 1989.